# Peter Dasypodius
Peter Dasypodius nebo také Petrus Dasypodius (mezi 1490 a 1500 Frauenfeld – 28. února 1559, Štrasburk) byl švýcarský humanista, pedagog, kazatel a lexikograf.

## Dílo
- Seznam děl v Souborném katalogu ČR, jejichž autorem nebo tématem je Peter Dasypodius
- Dictionarium Latinogermanicum, 1536 – latinsko-německý slovník[1]
- Dictionarium Latinogermanicum et vice versa Germanicolatinum, 1537 – latinsko-německý a německo-latinský slovník
- Lexikon graecolatinum, Štrasburk 1539 – řecko-latinský slovník[2]
- Dictionarium triglotton (lat. graec. germ.) ex optimis latinae linguae scriptoribus concinnatum – latinsko-řecko-německý slovník[3]
- Dictionarium Latino-Germanico-Polonicum, Gdaňsk 1642 – latinsko-německo-polský slovník[4]
- Wokabulár Nomenclatura Rerum Domesticarum in usum studiosae iuventutis, Latina, Boèmica, Germanica lingua breviter collecta, Olomouc 1560 – latinsko-německo-český slovník[5]